# Шармин Актер
Шармин Актер (енгл. Sharmin Akter; Бангладеш, 31. децембар 1995) бангладешка је активисткиња против дечјих присилних бракова у Бангладешу.
Са 15 година супротставила се својој мајци која је желела да је натера на принудни брак. Успела је да побегне и тужила је своју мајку и будућег мужа. Студира на институту Rajapur Pilot Girls High School, и активно се  бори против традиције раних и присилних бракова.
29. марта 2017. године добила је међународну награду за жену храбрости од Прве даме Сједињених Америчких Држава Меланије Трамп и Државног секретара Сједињених Америчких Држава.